# Thérèse Delpech
Thérèse Delpech (ur. 11 lutego 1948 w Wersalu, zm. 18 stycznia 2012 w Paryżu) – francuska politolog, specjalistka w dziedzinie studiów strategicznych, dyrektor do spraw strategicznych w Commissariat à l'energie atomique et aux énergies alternatives i członek rady International Institute for Strategic Studies – think tanku z Londynu zajmującego się badaniami geostrategicznymi. Pracuje w „Centre d'études et de recherches internationales”. W latach 1995–1997 była doradcą premiera Alaina Juppé ds. polityki wojskowej.

## Publikacje
- L’Héritage nucléaire, Éd. Complexe, Bruxelles, 1997
- La Guerre parfaite, Flammarion (Essais), Paris, 1998, ISBN 2-08-067541-9.
- La Politique du chaos: l’autre face de la mondialisation, Seuil (La République des idées), Paris, 2002, ISBN 2-02-055144-6.
- L’Ensauvagement: essai sur le retour de la barbarie au XXI siècle, Grasset, Paris, 2005, ISBN 2-246-67741-6.
- L’Iran, la bombe et la démission des nations, Autrement-CERI, 2006.